# Georgia O'Keeffe Museum
Le Georgia O'Keeffe Museum est dédié à l'héritage artistique de Georgia O'Keeffe, à sa vie, au modernisme américain et à l'engagement du public. Il a ouvert ses portes le 17 juillet 1997, onze ans après le décès de l'artiste et comprend deux sites, Santa Fe et Abiquiú, tous deux au Nouveau-Mexique. Outre le Georgia O'Keeffe Museum à Santa Fe, le O'Keeffe comprend également la bibliothèque et les archives de son centre de recherche situés dans la maison historique AM Bergere, l'annexe du service éducatif pour les programmes jeunesse et publics, la demeure historique et le studio de Georgia O'Keeffe (en) (Georgia O'Keeffe Home and Studio) à Abiquiu, le centre d'accueil O'Keeffe à Abiquiu et les magasins du musée à Santa Fe et à Abiquiú,. Le logement secondaire de Georgia O'Keeffe à Ghost Ranch (en) fait également partie des actifs du musée O'Keeffe, mais il n'est pas ouvert au public.  

## Histoire
Le musée privé à but non lucratif a été fondé en novembre 1995 par les philanthropes Anne Windfohr Marion et John L. Marion, résidents à temps partiel de Santa Fe. Le bâtiment principal du musée a été conçu par l'architecte Richard Gluckman en association avec le cabinet Allegretti Architects de Santa Fe. Les projets de Gluckman incluent l'ajout d'une galerie à la collection permanente du Whitney Museum of American Art à New York et le musée Andy Warhol à Pittsburgh en Pennsylvanie.

## Collections
- Petunia No. 2, 1924.
- Au-dessus des nuages, n°1, 1962-1963.